# 嚴栻
严栻（？年—？年），字子张，號虞仲，晚年自号髻珠头陀，直隶苏州府常熟县（今属江苏常熟市）人，明末政治人物。

## 生平
崇祯三年（1630年）庚午科應天乡试舉人，七年（1634年）中式甲戌科二甲二十名进士。礼部观政，八年授河南信阳州知州，被给事中史可敬弹劾，九年降调。十七年，抚臣祁彪佳推荐復任兵部职方司主事，母忧未任。

## 著作
能诗，善画山水。工篆刻。有《嚴髻珠先生印稿》。

## 家族
曾祖严恪。祖父严讷，嘉靖年间吏部尚書武英殿大学士。父严泽，徵仕郎中书舍人。